# 基奧基什鄉
46°59′N 24°11′E / 46.983°N 24.183°E
基奧基什鄉（羅馬尼亞語：Comuna Chiochiș, Bistrița-Năsăud），是羅馬尼亞的鄉份，位於該國西北部，由比斯特里察-訥瑟烏德縣負責管轄，面積91平方公里，海拔高度343米，2007年人口3,324，人口密度每平方公里36人。